# III/IV
III/IV è il dodicesimo album in studio del cantautore statunitense Ryan Adams, pubblicato nel 2010 a nome Ryan Adams & The Cardinals.

## Tracce
CD 1
1. Breakdown into the Resolve – 4:01
2. Dear Candy – 2:31
3. Wasteland – 3:13
4. Ultraviolet Light – 3:43
5. Stop Playing with My Heart – 2:39
6. Lovely and Blue – 2:34
7. Happy Birthday – 2:28
8. Kisses Start Wars – 2:57
9. The Crystal Skull – 3:33
10. Users – 2:58

CD 2
1. No – 3:03
2. Numbers – 2:54
3. Gracie – 3:31
4. Icebreaker – 2:13
5. Sewers at the Bottom of the Wishing Well – 2:42
6. Typecast – 3:18
7. Star Wars – 2:45
8. My Favorite Song – 3:15
9. P.S. – 2:44
10. Death and Rats – 2:35
11. Kill the Lights – 7:29

## Formazione
- Ryan Adams - voce, chitarre, piano, basso, sintetizzatore
- Neal Casal - chitarre, cori
- Jon Graboff - chitarra a 12 corde, pedal steel
- Brad Pemberton - batteria, percussioni
- Catherine Popper - basso, cori
- Jamie Candiloro - organo, batteria, percussioni, tastiere, sintetizzatore, piano
- Norah Jones - cori (in Typecast)